# 領域拒否兵器

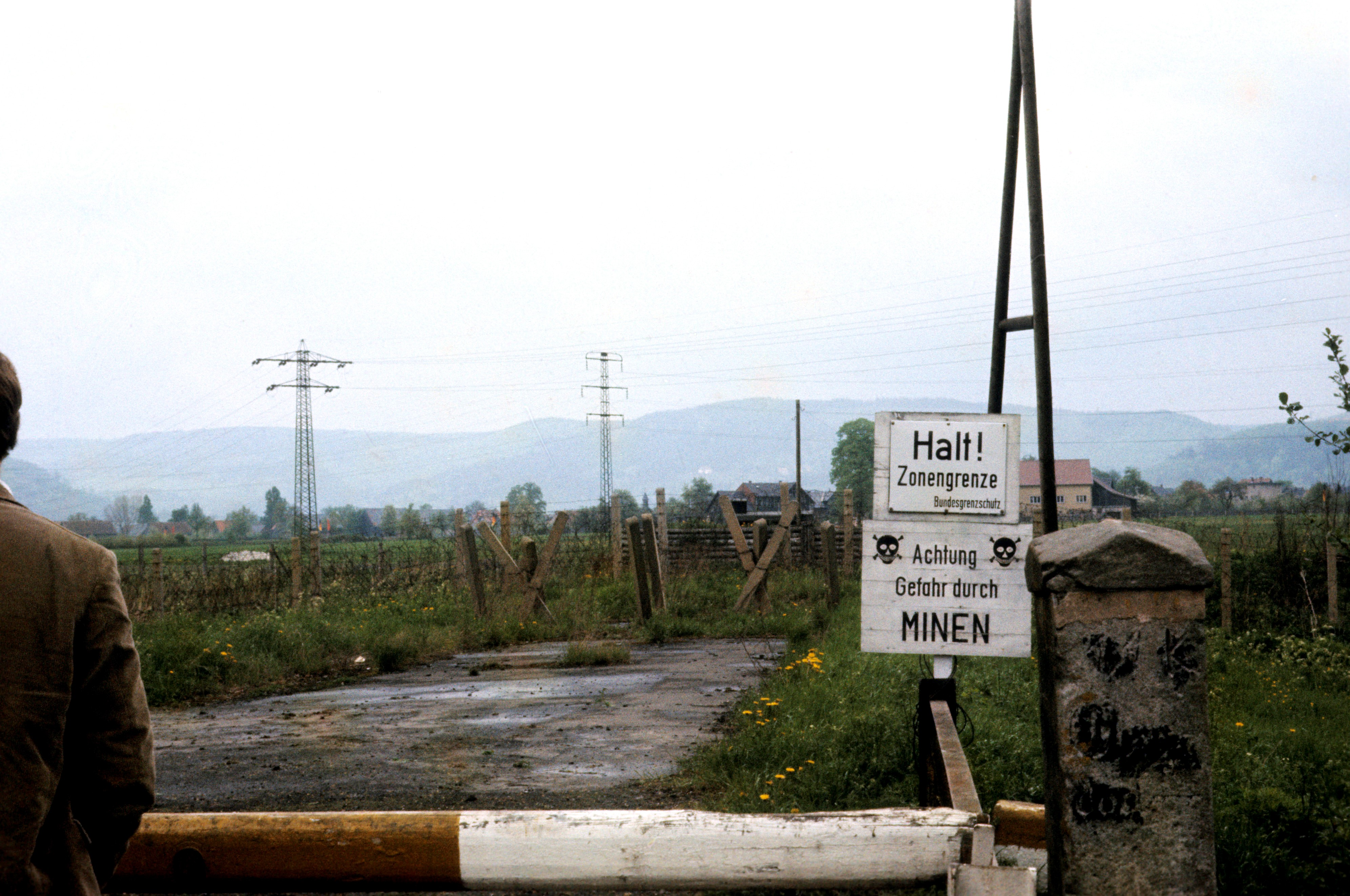
1965年の東西ドイツ国境の地雷原

領域拒否兵器（りょういききょひへいき、area denial weapon または接近阻止・領域拒否（anti-access/area denial、A2/AD ）兵器システムは、敵が陸、海、または空の領域を占領または横断するのを防ぐために使用される防御装置あるいは戦略である。
使用される手法は、相手を厳しく制限、減速、または危険にさらすのに充分である限り、通過を防ぐのに完全に効果的である必要はない。
一部の領域拒否兵器は、その地域に入るすべての人、特に民間人に長期的なリスクをもたらすため、しばしば物議を醸している。

## 歴史的手法

### 騎兵対策
中世の戦争では、騎兵の突撃を防ぐために、先を斜めに尖らせた、鋭くて頑丈な杭が長い堀の底に埋設された。たとえこれらの杭が発見されたとしても、兵士は下乗を余儀なくされ、騎兵としての優位性を失う効果があるだけでなく、簡単な標的になる。これらの広大な堀の正しい配置と、杭の大きさ、形状、設置の管理は、戦争技術の一部であった。日本では馬防柵（ばぼうさく）が使用された。これらは拒馬（きょば）、バリケードなどに進化している。

現代では、より早く散布でき、より簡単に隠せるという利点から、撒き菱（カルトロップ）が使われているが、似たようなもの（トゲのついた小さな球）は、古代のほとんどで使われていたようだ。また、ジュリアス・シーザーの戦いに登場するような、金属製の鉤が付いた板など、様々なバリエーションが使用された。
第二次世界大戦中は、要塞防御のため、壕と「竜の歯」や「チェコの針鼠」などの障害物が対戦車用に使われた。

### 歩兵対策
鋭利な杭（現在はパンジスティックとしても知られています）の単純な列または配列、および小さな撒き菱（カルトロップ）の使用は、古代から歩兵戦争の特徴である。しかし、近代以前には大量生産が困難であったため、限られたエリアやチョークポイントの防御を除いて、特に攻城戦の際に敵が侵入するのを阻止するために使用された場合を除いて、めったに使用されなかった。生産が容易になっても、中世後期以降、これらの方法は徐々に使用されなくなった。

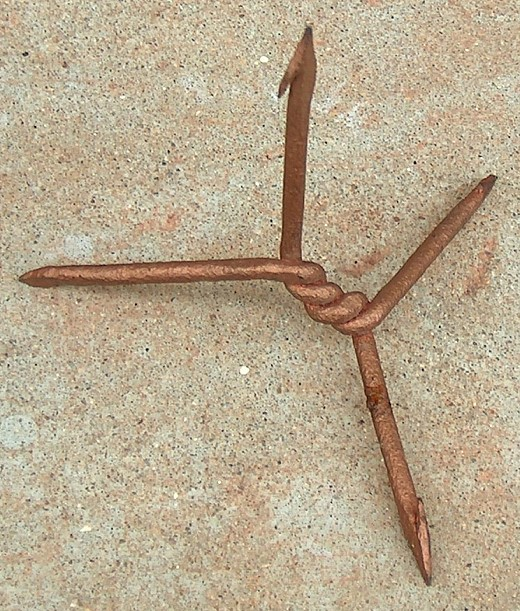
1968年にベトナムで使用された撒き菱（カルトロップ）

撒き菱は、朝鮮戦争中など、現代の紛争でもまだ時々使用されている。朝鮮戦争では、しばしば軽装の靴しか履いていなかった中国軍が特に脆弱だった。現代では、空気入りタイヤを装着した車輪付き車両に対して、特殊な撒き菱が使用されることもあるツパマロスやモントネーロスなどの「ミゲリトス」と呼ばれる南米の都市ゲリラは、待ち伏せ後の追跡を避けるために撒き菱を使用している。

## 現代的手法

### 爆発物

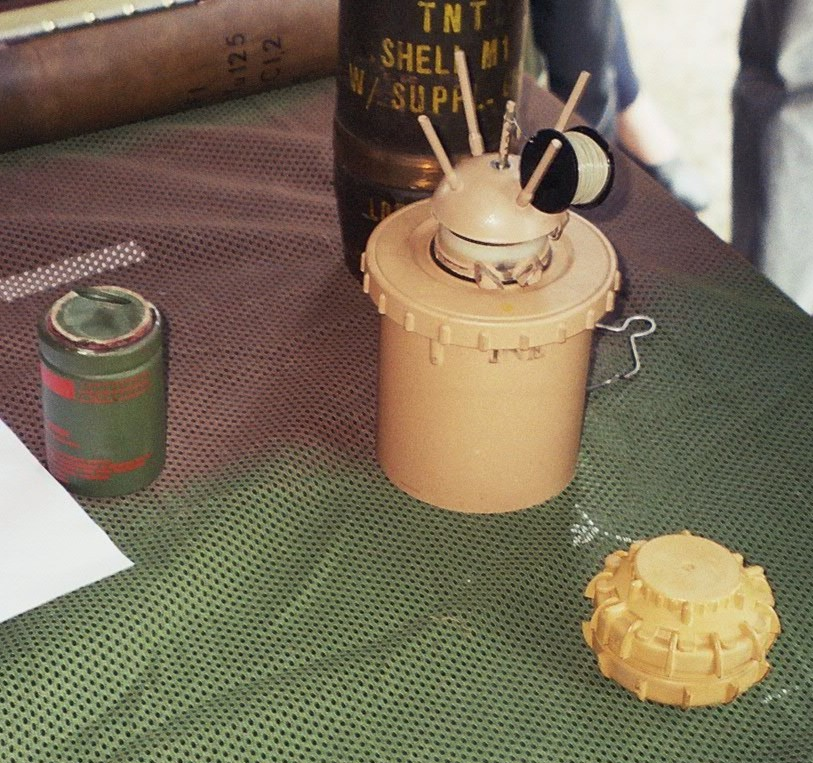
対人地雷

最も一般的な領域拒否兵器は、人力で埋設された、または砲によって投射された、さまざまなタイプの地雷である。いくつかの最新の試作品では、遠隔検知により敵を検出した後にのみ発射されるロボット銃砲からによる弾薬の発射を実験している。
充分な密度のブービートラップまたは即席爆発装置も領域拒否兵器としての資格があるが、それらは撤去するのがはるかに簡単で、通常は長期的な危険性は少ない。一時的な領域拒否は、砲撃によって戦術レベルで達成できる。
武力紛争の間、地雷に対抗するいくつかの方法がある。これらには、対人地雷の影響を打ち消すために装甲車両を使用することが含まれる。地雷は、手作業で、または地雷処理装置を備えた戦車などの特殊な機器を使用して除去することもできる。砲撃によって、またはバンガロール爆薬筒、対人障害爆破システム、パイソン地雷原破裂システムなどの特殊な装薬を使用した爆発を使用して、地雷原を一掃することもできる。
対人地雷の使用、備蓄、生産、譲渡を行わないことに同意したオタワ条約を世界の156ヵ国が締約している。
対艦ミサイルは、潜在的な敵による海からの侵攻を防ぐ現代的な方法である。中国、ロシア、北朝鮮、シリア、イランはすべて、近くの水域からの米国の戦力投射に対抗するための最新のA2/AD戦略を開発するため、そのような兵器を開発または輸入している。中国がそのようなA2/AD機能を追求したことに対応して、米国はエアシーバトルドクトリンを開発した。戦略レベルでの領域拒否の他の方法には、空母、潜水艦、地対空ミサイル、弾道ミサイル、巡航ミサイル、電子戦、迎撃機が含まれる 。

### CBRNE因子
因子が維持される限り、さまざまなCBRNE（化学、生物学、放射能、核、および爆発性）兵器が領域拒否に使用できる。核兵器からの放射性降下物は、そのような役割で使用される可能性がある。実際にこの形で採用されたことはないが、朝鮮戦争中にはダグラス・マッカーサー元帥によってその使用が提案されていた。また、ロシアはウクライナとの戦争で占領した原子力発電所を領域拒否に利用している。
炭疽菌の胞子は長期間地面を汚染する可能性があるため、ある種の領域拒否をもたらす。ただし、短期的な（戦術的な）影響は低い可能性がある（侵攻勢力への心理的影響はより高い可能性もある）。
枯葉剤などの枯葉剤の大量使用は、いかなる形態の植生被覆もない領域を生成するため、阻止手段として使用できる。砂漠のような地形では、発見されずに移動することは不可能であり、特に空中からの攻撃に対する防御がほとんどない。
多くの化学兵器は、散布された地域のすべての人員に毒性の影響を及ぼす。ただし、間接暴露の影響は迅速に、または実質的に充分に発生しないため、これには通常戦術的な価値はない。その場合でも、化学物質の使用を認識している敵に対する心理的影響はかなりのものになる可能性がある。
神経ガスVXなど、設計上非分解性の化学薬品もいくつかある。硫黄マスタードガス（マスタードガス）は、第一次世界大戦の西部戦線でドイツ軍と連合軍の両方によって効果的な領域拒否兵器として広く使用された。硫黄マスタードは非常に分解しづらく、揮発性がなく、除染が難しく、低用量でも死傷者を出す効果が高いため、この戦術は非常に有効であることが証明された。

### 開発目標
地雷の抱えているいくつかの欠点を解決するため、兵器メーカーは現在、人間の指揮を必要とする領域拒否兵器の実験を進めている。
通常、このようなシステムは、爆発物、事前に照準を定めてある砲撃、またはスマートガンと遠隔探知装置（音、振動、視覚/熱）の組み合わせとして構想されている。
長期的なリスクをもたらさず、ある程度の敵味方識別（IFF）機能（自動または人間の判断に基づく）を備えているため、これらのシステムはオタワ条約への準拠を目指しており、たとえばMetal Storm ADWS（Area Denial Weapons System）や陸上自衛隊の対人障害システムなどがある。

## 欠点
領域拒否兵器は、敵、味方、民間人を区別しないため、使用された地域に侵入しようとするすべての人にとって危険なものになる。（アクティブセンシングによって）識別を行う領域拒否兵器の概念が提案されることがよくあるが、その複雑さ（およびコスト高）と、誤認のリスクのため、まだ一般的な有用性の段階には達していない。
爆発物を使用する領域拒否兵器（地雷）には、時間の経過とともに劣化する起爆装置を意図的に装備されている場合があり、爆発させたり、比較的無害させたりする。このような場合でも、不発弾が大きなリスクとなることはよくある。